# Ámbar (distrito)

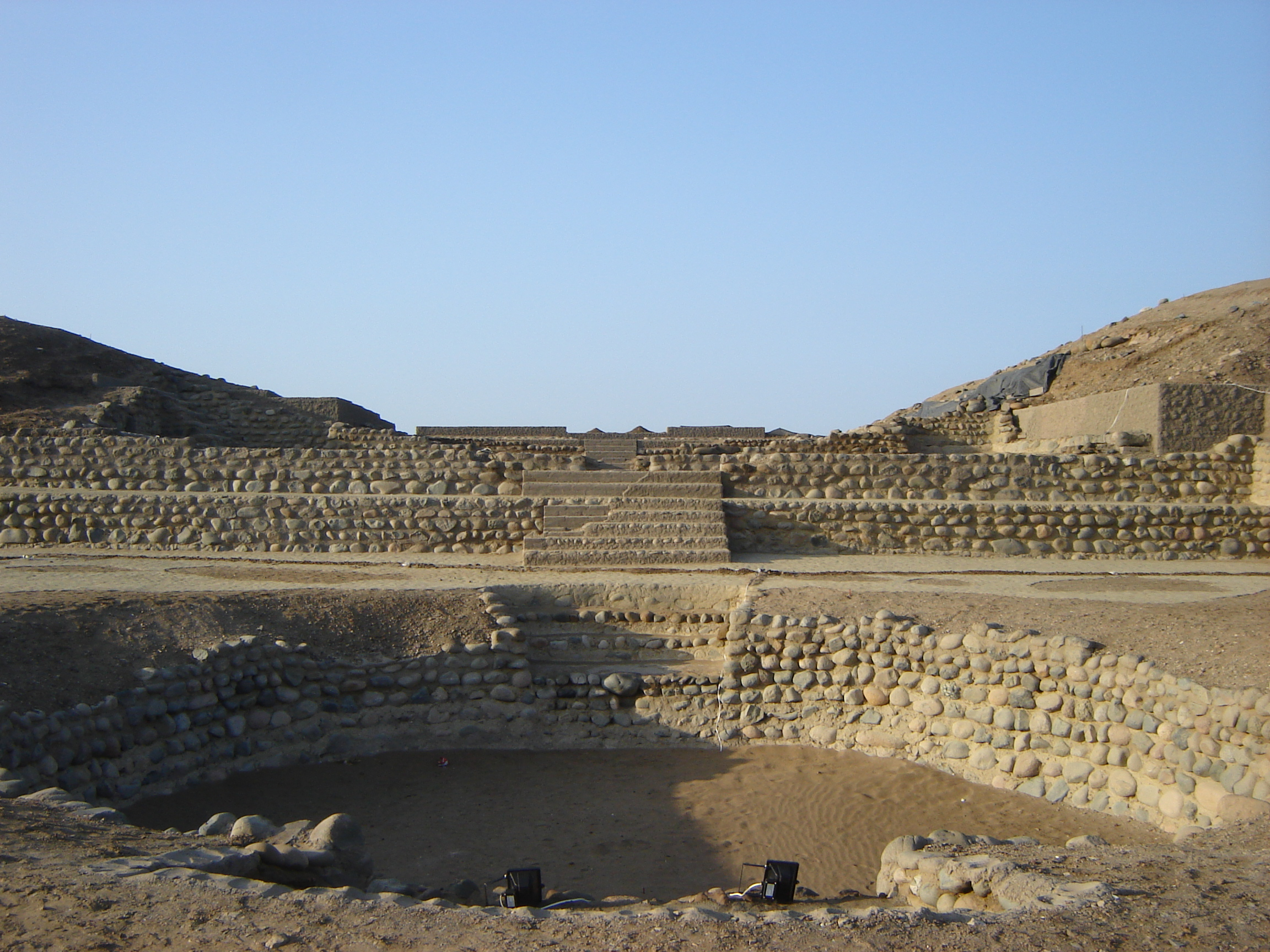
Vista frontal do templo primitivo no sítio arqueológico de Bandurria

O Distrito peruano de Ámbar é um dos doze distritos que formam a Província de Huaura, situada no Departamento de Lima, pertencente a Região Lima, na zona central do Peru.

## Transporte
O distrito de Àmbar é servido pela seguinte rodovia:
- LM-102, que liga a cidade de Supe ao distrito de Manas[1][2][3]